# Aeroportul San Nicolás de Bari
Aeroportul San Nicolás de Bari (IATA: QSN, ICAO: MUNB) este un aeroport din Provincia de Mayabeque⁠(d), Cuba ce deservește zona San Nicolás de Bari⁠(d). A fost numit după zona deservită.
Situat la o altitudine de 19 m, aeroportul dispune de o singură pistă.